# Museu do Fado
O Museu do Fado  foi inaugurado a 25 de Setembro de 1998 e é um museu consagrado ao universo do fado e da guitarra. O museu localiza-se no bairro de Alfama em Lisboa, Portugal.
Este espaço cultural conta com uma exposição permanente, um espaço de exposições temporárias, um centro de documentação, uma loja temática, um auditório, um restaurante e a Escola do Museu, onde são ministrados cursos de guitarra portuguesa e de viola de Fado, e onde é possível frequentar um  seminário para letristas. A Escola disponibiliza igualmente um gabinete de ensaios para intérpretes.
Desde 2016 os museu disponibiliza, através da Internet, um Arquivo Sonoro Digital com acesso a milhares de registos sonoros desde o início do século XX, via pesquisa por intérprete e repertório.

## A reabilitação

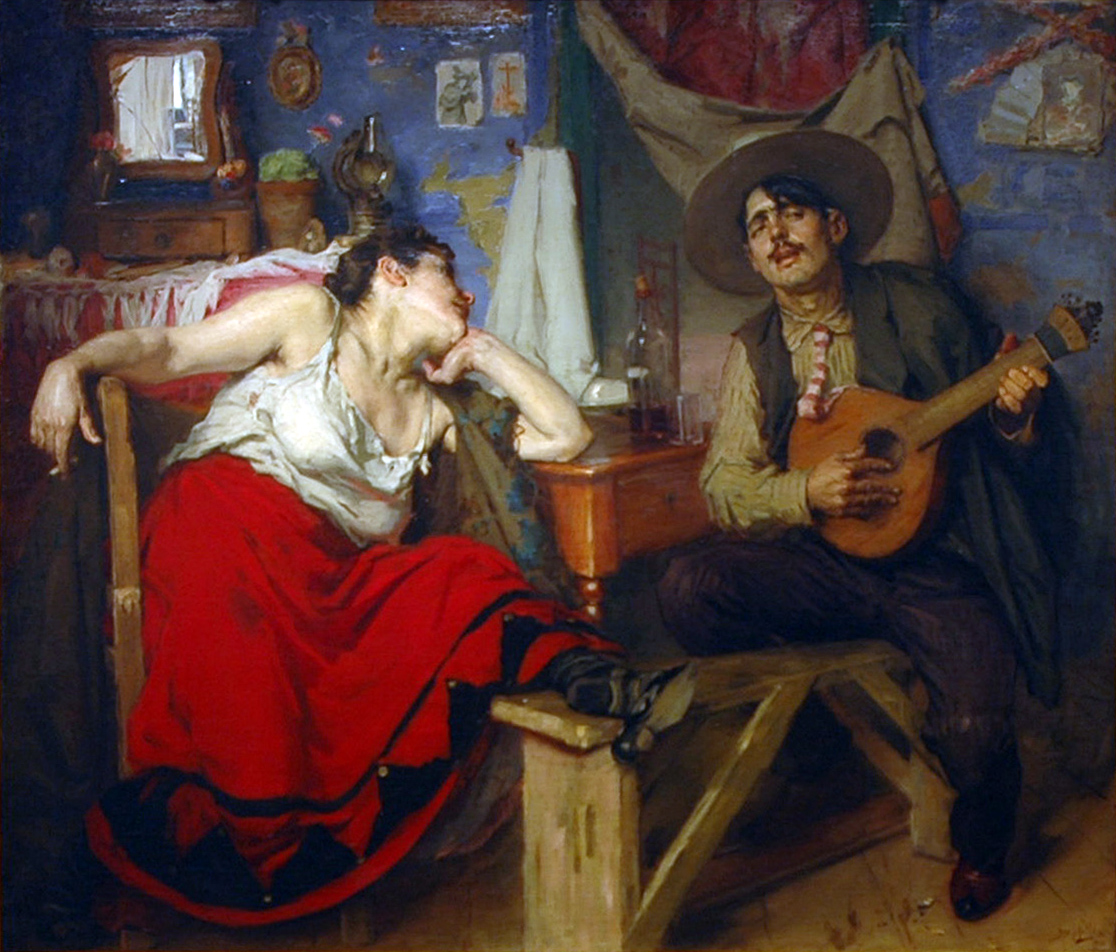
O Fado (1910), José Malhoa

Reaberto ao público em 1998, depois de uma renovação da sua exposição permanente, o Museu do Fado oferece uma leitura multidisciplinar da história da canção urbana de Lisboa desde a sua génese até à actualidade.
Em exposição o visitante poderá encontrar, a par de uma multiplicidade de objectos ligados à canção de Lisboa (instrumentos, troféus, discos, partituras), o célebre quadro “O Fado”, de José Malhoa bem como obras de Rafael Bordalo Pinheiro, Constantino Fernandes, Cândido Costa Pinto, João Rodrigues Vieira, Júlio Pomar, entre outros artistas portugueses.
Um conjunto de postos de consulta interactiva documentando a história do Fado, possibilitam a consulta das biografias de centenas de personalidades ligadas ao Fado. Ao longo do percurso museológico, o audioguia permite a audição de várias dezenas de fados.

## Edifício
O museu está instalado na a "Estação Elevatória de Águas de Alfama", um dos mais importantes edifícios de equipamento lisboetas do século XIX, estando em vias de classificação como Imóvel de Interesse Municipal. O edifício, uma obra de engenharia de Joaquim Pires de Sousa Gomes e de Paiva Couceiro, começou a ser construído em 1868. Entre várias funções funcionou, entre 1974 e 1990, também como Centro de Trabalho do Partido Comunista Português. Entre 1995 e 1998 foi alvo de remodelação e ampliação, da autoria dos arquitetos João e José Daniel Santa-Rita, para acolher o Museu do Fado e da Guitarra Portuguesa.

## Horário

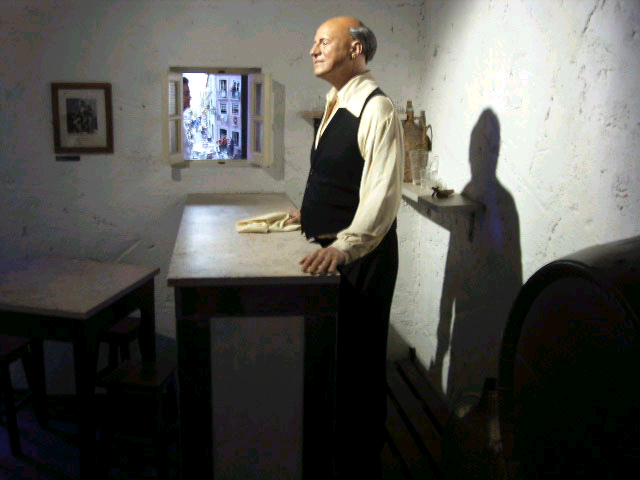
Taberna típica fadista no museu

O Museu do Fado encontra-se aberto ao público de terça a domingo, entre as 10:00 e as 18:00 (últimas admissões às 17:30).